# بات نولان
بات نولان (بالإنجليزية: Pat Nolan)‏ هو سياسي أمريكي، ولد في 1950. حزبياً، نشط في الحزب الجمهوري. وقد انتخب عضو جمعية ولاية كاليفورنيا.